# Эстерхаз, Джо
Йозеф Эстерхаш (англ. Jozsef A. "Joe" Eszterhas), более известный как Джо Эстерхаз (англ. Joe Eszterhas; родился 23 ноября 1944 года) — американский сценарист венгерского происхождения, а также автор нескольких научно-популярных книг.

## Ранняя жизнь
Джо Эстерхаз родился в Чаканьдоросло, маленькой деревне на западе Венгрии, сын Марии (урождённая Биро) и графа Иштвана Эстерхази (Эстерхаз). Эстерхаз вырос в лагере для беженцев в Австрии. Потом его семья переехала в Нью-Йорк, а затем в бедный район для иммигрантов в Кливленде, где Эстерхаз провёл большую часть своего детства. Отец Эстерхаза был католиком, работал журналистом и издателем.
Первым фильмом, снятым по сценарию Джо Эстерхаза, стал фильме «Кулак», снятый Норманом Джуисоном. Наиболее известны сценарии к фильмам «Зазубренное лезвие», «Шлюха», «Преданный», «Щепка» и «Основной инстинкт». В 1995 году он написал сценарий к фильму «Шоугёлз», за который он получил премию «Золотую малину» за «худший сценарий». Фильм пользовался успехом в формате домашнего видео, принеся доход больше 100 миллионов долларов в видеопрокате, и стал одним из 20 хитов всех времён по версии MGM.
В 1974 году Эстерхаз женился на Герри Явор. У них двое детей.
Он написал несколько бестселлеров, включая книгу «Животные Голливуда» — автобиографию о политике в Голливуде. Его книга «Крестоносец: Мемуары судьбы» была опубликована в 2008 году. Она рассказывает о его возвращении в лоно Римско-католической церкви, о вновь обретённой вере в Бога и в семейные узы после перенесённого им рака горла, выявленного в 2001 году.

## Фильмография
- Кулак / F.I.S.T. (1978)
- Танец-вспышка / Flashdance (1983)
- Зазубренное лезвие / Jagged Edge (1985)
- Преданный / Betrayed (1988)
- Музыкальная шкатулка / Music Box (1989)
- Основной инстинкт / Basic Instinct (1992)
- Некуда бежать / Nowhere to Run (1993)
- Щепка / Silver (1993)
- Шоугёлз / Showgirls (1995)
- Шлюха / Jade (1995)
- Гори, Голливуд, гори / An Alan Smithee Film: Burn Hollywood Burn (1998)
- Основной инстинкт 2 / Basic Instinct 2 (2006)
- Слай Сталлоне / Sly, озвучка (2024)